# Flavius Hannibalianus
Flavius Hannibalianus (po 289? – před 337?) byl synem římského císaře Constantia I. Chlora a jeho druhé manželky Maximiany Theodory. Jeho nevlastním bratrem byl Konstantin I. Veliký.
O životě Hannibaliana se dochovaly jen utržkovité informace starověkých historiků Zósima, Eutropia, Zonara a Libania. Pravděpodobně zemřel několik let před čistkou, která proběhla po Konstantinově smrti, jíž padli za oběť jeho bratři Flavius Dalmatius a Julius Constantius. V žádném dochovaném zdroji není doloženo, že by na rozdíl od svých bratrů zastával nějakou politickou funkci. Z toho důvodu historici předpokládají, že zemřel před touto čistkou. Jeho synovec Hannibalianus, kterému Konstantin udělil titul Král králů, je pojmenován právě po Flaviovi Hannibalianovi.